# 西岭雪山
西岭雪山位于四川省成都市大邑县境内，属邛崃山系，主峰海拔5364米，是成都市境内最高峰。其间有西岭雪山风景名胜区、花水湾温泉度假区，是一个旅游运动（其内有滑雪场）的场所。
唐代诗人杜甫的“窗含西岭千秋雪，门泊东吴万里船”赞的可能就是此山。景区内有终年积雪的大雪山——大雪塘，海拔5364米，为成都第一峰。